# Academisch ziekenhuis Stavanger
Academisch ziekenhuis Stavanger (Noors: Stavanger universitetssjukehus (SUS)) in Stavanger is een van de grootste ziekenhuizen in Noorwegen.
Dit medisch centrum is verbonden aan de Universiteit van Stavanger en heette tot 2005 het Centraal Ziekenhuis in Rogaland (Sentralsjukehuset i Rogaland). 